# Paradoxopla bicrenulata
Paradoxopla bicrenulata är en fjärilsart som beskrevs av Bethune-Baker 1915. Paradoxopla bicrenulata ingår i släktet Paradoxopla och familjen ädelspinnare. Inga underarter finns listade i Catalogue of Life.